# Hoka One One

霍卡一一生产的一双鞋子的动画

Hoka One One是一家源自法国的运动鞋公司，主要业务包括设计和销售跑步鞋。该品牌首次在跑步行业获得关注是通过生产具有超大外底的鞋子，由于具有额外的缓冲，被称为极繁主义鞋子；这与公司在2009年成立时正在流行的极简主义鞋子的趋势形成对比。
霍卡同时生产低调和最大缓冲鞋，适用于公路、越野和全地形；在整个产品线中，霍卡鞋保留了低重量与缓冲比以及中底和大底的几何形状等特点，旨在促进内在的稳定性和高效的步幅。